# Традиційна тибетська медицина

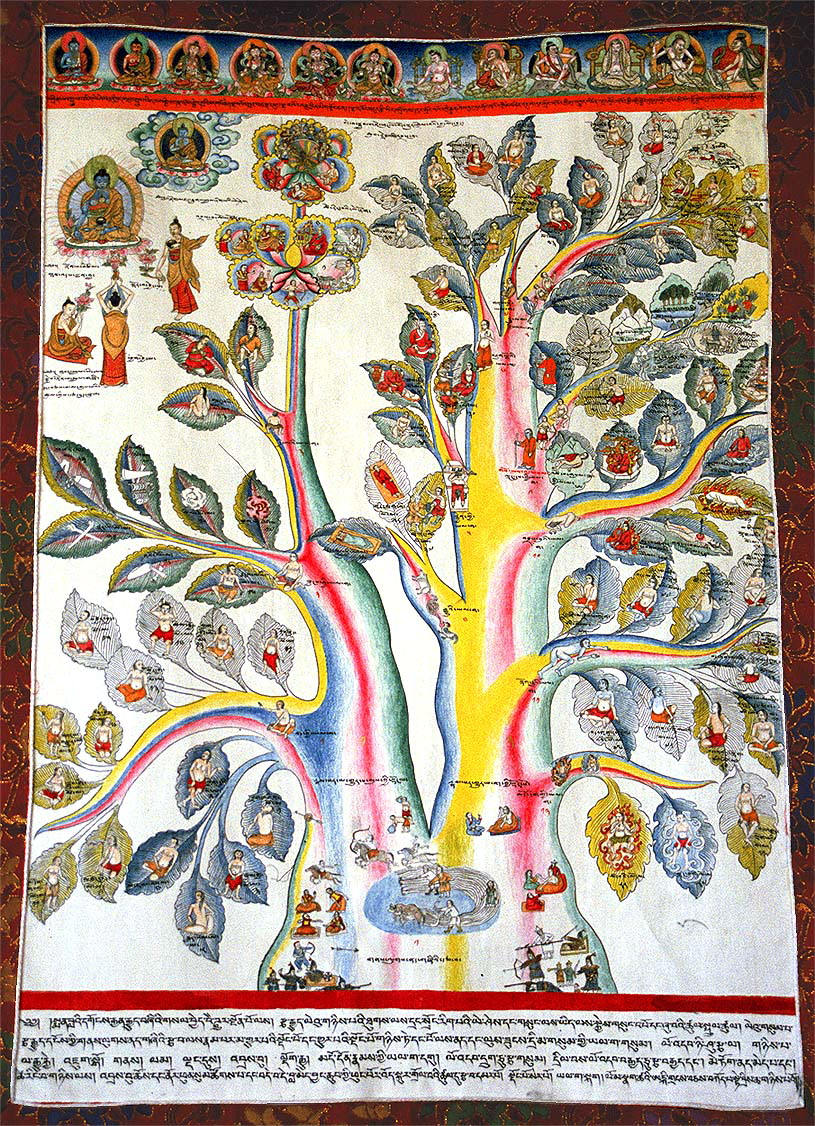
Тибетська медична танка

Традиційна тибетська медицина (тиб. བོད་ཀྱི་གསོ་བ་རིག་པ, трансл.་ bod kyi gso ba rig pa), або медицина Сова-Рігпа, — традиційна буддійська система лікування, яка з'явилася і поширилася на території Тибету в V—VII ст. Склалася під впливом давньоіндійської і старокитайської медицини, текстів тантри і абгідгарми.
У сучасній медичній науці оцінки тибетської медицини неоднозначні.

## Опис
Основу тибетської медицини становить вчення про трьох ньєпа («винуватців»):
- Лунг (Вайлі: rLung) — вітер
- Три (Вайлі: mKhris-pa) — жовч
- Бадкан (Вайлі: Bad-kan) — слиз

Життя в тибетській медицині визначається як «пульсація», а здоров'я і хвороби вважаються залежними від «пульсуючих» сутностей — «вітру», «жовчі», «слизу».
Велике значення в тибетській медицині надається впливу на організм чистого повітря і сонячних променів, дієтиці. В основу терапії було закладено використання природних засобів рослинного і тваринного походження (до 1000 найменувань ліків): «Нема в природі такої речовини, яка не годилася б як лікарський засіб». Учення про ліки підрозділяється на окремі дисципліни: смак ліків, їхнє засвоєння організмом, їхня дія, принцип їхнього приготування.

## Чжудші
Теоретичні основи тибетської медицини сформувалися під час періоду поширення буддизму на території Тибету (V ст.). Основний текст — «Чжудші» (རྒྱུད་བཞི།, Wylie transliteration rgyud bśi, тібетська промова гʼю ши, переклад «Чотири основи», також Жуд-Ші, Чжуд-Ші) — становить предмет тибетської медицини. Текст написаний по творах індійських авторів Вабхаті-молодшого і Чандрананди, а в теоретичному осмисленні сходить до текстів тантри і абгідгарми.
Чжудші складається з таких частин:
- «Ца-Чжуд» («Дефініція, або Визначення медицини»),
- «Шед-Чжуд» («Теоретична медицина»),
- «Маннаг-Чжуд» («Клінічна медицина»),
- «Чі-Чжуд» («Фармація, або Інструментарій медицини»).

Подальший розвиток тибетської медицини пов'язаний із такими тибетськими медиками, як Ютогба Йондан-гомбо молодший (1112—1209), який написав «Вісімнадцятичленний» коментар на «Чжудші», Десрід Санчжай Джамцхо (1653—1705), який написав працю «Лхантхаб» («Керівництва з терапії») як доповнення до третьої частини «Чжудші» і «Вайдурья-онбо» (коментар до «Чжудші»).

## Вивчення та використання тибетської медицини
Уперше про тибетську медицину в Європі повідомив угорський тибетолог А. Чома де Кереші.
Традиційна тибетська медицина найбільш широко застосовується в Тибеті. Популяризація цього напрямку медицини вважається одним із важливих завдань уряду цієї країни. Знання в галузі традиційної тибетської медицини спочатку зберігалися і накопичувалися в тибетських монастирях, часто під покровом таємниці. Сьогодні найбільші університети Тибету (Тибетський університет традиційної медицини, Медичний коледж Цинхайського університету) пропонують курси, доступні всім бажаючим.
У даний час традиційна тибетська медицина продовжує використовуватися в Тибеті, Індії, Непалі, Бутані, Росії (Сибір), Китаї та Монголії. Крім цього, в останні десятиліття вона набула деяку популярність також в Європі, Північній Америці та інших регіонах.